# Фарвел (Небраска)
Фарвел (енгл. Farwell) град је у америчкој савезној држави Небраска.

## Демографија
По попису из 2010. године број становника је 122, што је 26 (-17,6%) становника мање него 2000. године.
| Група             | 2000.       | 2010.       |
| Белци             | 144 (97,3%) | 117 (95,9%) |
| Афроамериканци    | 1 (0,7%)    | 0 (0,0%)    |
| Азијати           | 0 (0,0%)    | 1 (0,8%)    |
| Хиспаноамериканци | 3 (2,0%)    | 4 (3,3%)    |
| Укупно            | 148         | 122         |